# 키싱 부스 2
《키싱 부스 2》(영어: The Kissing Booth 2)는 2020년 공개된 미국의 십대 로맨틱 코미디 영화이다. 전편의 출연진과 제작진이 유지되었으며, 신 캐릭터 클로이 역으로 메이지 리처드슨셀러스가 출연했다.

## 출연

### 주연
- 조이 킹 : 엘 에반스 역
- 제이컵 엘로디 : 노아 플린 역
- 조엘 코트니 : 리 플린 역

### 조연
- 카슨 화이트 : 브레드 에반스 역
- 메이지 리처드슨 셀러스 : 클로이 역
- 매튜 달란 로버츠 : 하비 역
- 테일러 자카르 페레즈 : 마코 역
- 노아 밀란 : 버스커 역
- 저드 크록 : 올리 역
- 비앙카 아마토 : 린다 역
- 비앙카 보쉬 : 올리비아 역
- 미셸 앨런 : 헤더 역
- 프랜시스 숄토 더글러스 : 비비언 역
- 네이선 린 : 캐머런 역
- 메건 영 : 레이첼 역
- 카밀리아 울프슨 : 미아 역
- 모른 비저 : 플린 씨 역
- 몰리 링월드 : 플린 부인 역